# Cratere Van Dijck
Van Dijck  è un cratere sulla superficie di Mercurio.